# テメリン原子力発電所
テメリン原子力発電所（チェコ語：Jaderná elektrárna Temelín）はチェコ共和国の原子力発電所である。

## 概要
テメリン原子力発電所は、チェコにある2つの原子力発電所の1つであり南ボヘミア州テメリンに立地している。
建設計画はチェコスロヴァキア社会主義共和国時代の1970年代後半に始まり、1985年に設計がエネルゴプロジェクト（本社：旧ユーゴスラビア社会主義連邦共和国・ベオグラード）のプラハ支社によって行われ、1987年に原子炉の建設が開始された。
ビロード革命などを乗り越えながら発電所の建設は続いていったが、時を経るにつれて国内および隣国、特にオーストリアの反対が強くなっていった。1994年の世論調査ではチェコ国民の68％が原子力発電を支持していたが、1999年には47％まで支持が低下した。
反核勢力による反対も多く、抗議活動も続いたが建設は継続し2002年に最初の臨界を、1号炉の商業運転は2002年に開始された。2003年春、2号炉の稼動開始に伴って容量が200万kWとなり、それによってテメリン原子力発電所はチェコ最大の発電所となった。

## 隣国による干渉問題

### オーストリア
南方で国境を接するオーストリアではチェコに対してテメリン原子力発電所の建設停止を求める主張が起こっていた。また自由党は2002年に建設の停止がなければ、力ずくでもオーストリア政府にチェコのEU加盟に対する拒否権を行使させようとするための国民請願や、EU加盟への拒否権という外交カードをちらつかせてチェコに対して威嚇行為をしていた。
それに対してチェコのミロシュ・ゼマン首相は自由党の有力者であるハイダー前党首を「ポスト・ファシスト」と呼び批判した。また自由党と連立を組んでいた国民党も国民請願と威嚇行為を望んではいなかった。
オーストリア国民は当初より原子力発電によい感情を抱いていないこともあり、現在も反核勢力による抗議行動や国境封鎖が後を絶たない。これらは、チェコ・オーストリア間の国交問題・政治問題の火種になっている。

### ドイツ
また、北方で国境を接するドイツも、環境原子炉安全省（代表（当時）：ユルゲン・トリッティン / 緑の党）が2001年、チェコに対してテメリン原子力発電所の技術的な安全基準に関してドイツ側が抱いている危惧を伝え、建設中であった同発電所の閉鎖の検討を書面で要請した。しかし、安全基準による問題はないとのちに世界原子力協会も示した通り、実質的な問題はなかった。
これに対してチェコ政府は閣僚会議の結果「チェコは主権国家であり、独自のエネルギー政策を決定する権利を有する以上、ドイツによるテメリン原子力発電所の閉鎖要請には応じることができない」とした。
この問題に関しては、世界原子力協会のジョン・リッチ理事長も合理性から乖離した政策を取り続け、外部にも自国と同じ政策を求め続けるドイツに対して懸念の意を示している。

## 発電設備
| 原子炉    | 炉型            | 主契約者                     | 定格電気出力 | 運転開始       | 営業運転開始 | 運転終了予定 |
| --------- | --------------- | ---------------------------- | ------------ | -------------- | ------------ | ------------ |
| Temelin 1 | VVER-1000/V-320 | ウェスティングハウス・スコダ | 100万Kw      | 2002年         | 2004年       | 2042年       |
| Temelin 2 | 同上            | 同上                         | 同上         | 2003年         | 同上         | 2043年       |
| Temelin 3 | 未定            | 未定                         | 未定         | 2023年（予定） |              |              |
| Temelin 4 | 未定            | 未定                         | 未定         | 2024年（予定） |              |              |

## 発電設備（詳細）

### Temelin 1・Temelin 2
1987年に建設が始まった。当初は1990年代までの完成を目指していたが、財政問題や技術問題から完成が遅れ続け、完成は2000年代に入ってのことだった。
建設の途中でビロード革命が起きたことによって新政府が設立されたが建設は継続された。この時、Temelin 3・Temelin 4の建設が中止された。
その後も多少の抗議があったが建設は進み、チェコスロヴァキアの解体（ビロード離婚）で誕生したチェコ共和国の新政府が正式にTemelin 1・Temelin 2を承認した。また、その際チェコ国営電力（当時・現在のチェコ電力＝CEZ）は全体の計装制御機構をソヴィエト式の物からウェスティングハウス製の物に置き換えた。

### Temelin 3・Temelin 4
1987年当時、先述の通りテメリン原子力発電所は4つの原子炉を建設する予定であったが、中断された。
その後、2005年に入り当初計画されていたTemelin 3・Temelin 4の建設が再開されることになり、2010年に入札が開始、2013年に建設を開始する予定である。発注先は東芝・ウェスティングハウス連合、アトムストロイエクスポルト、アレヴァの3つのグループを最終候補に決定している。
福島第一原子力発電所の事故の後も計画の変更はなく、チェコの原発建設計画に対する基本姿勢は変わっていない。Temelin 3は2023年の稼働開始を、Temelin 4は2024年の稼働開始を目指している。